# Mohamed El Badaoui
Mohamed El Badaoui (Alhucemas, 10 de septiembre de 1979) es un director de cine, productor, guionista y actor marroquí.

## Biografía
Mohamed El Badaoui, también acreditado como Elías es un director, productor, guionista, editor y actor marroquí. Nació el 10 de septiembre de 1979 en Alhucemas, en el norte de Marruecos, donde pasó su infancia. Después de vivir muchos años en Europa, decidió en 2012 regresar a su ciudad natal, donde filmó su primer largometraje solei-man. 
En 2016, Mohamed El Badaoui coprodujo el largometraje de ficción "Falling" protagonizódo por Emma Suárez y dirigido por la directora española Ana Rodríguez. Falling es una coproducción entre la productora marroquí Apostrophe films sarl, la productora dominicana Batú Films y la española Jana Films.
En 2017, Mohamed El Badaoui coprodujo, codirigió y protagonizó el largometraje de ficción Palestine.
En 2020, Mohamed El Badaoui produjo y dirigió su tercer largometraje de ficción Lalla Aïcha en su pueblo natal, Alhucemas. "Lalla Aïcha" es una producción marroquí-española.
En 2025, Mohamed El Badaoui produce y dirige largometraje de ficción Fatwa.
Mohamed El Badaoui contribuyó a la comunidad cinematográfica. Mantuvo las puertas abiertas durante los rodajes de sus largometrajes, para directores locales y estudiantes a participar en la experiencia práctica en el set. También presentó a los actores de teatro locales (hombres, mujeres y niños, por igual) la oportunidad de demostrar su talento en el cine.
Actualmente vive entre Marruecos y España.

## Obra
La película Solei-man se estrenó en 2012 en el Festival Internacional de Cine de El Cairo, y obtuvo mucho éxito con la prensa oriental. Su argumento gira alrededor de las relaciones de amor y de celos surgidas entre Soleiman, su familia y Eva. Es la primera película en lengua tarifit (dialecto del norte de Marruecos). Destaca el ritmo pausado y el lenguaje visual como principal medio de comunicación con el espectador. Es una película sin diálogos que lo dice todo con la imagen.[cita requerida]

## Filmografía
- Solei-man (2012)
- Falling (2016)
- Palestina (2017)
- Lalla Aïcha (2020)
- Fatwa (2025)

## Enlacesexternos
- Sitio Web oficial del director Mohamed El Badaoui
- Sitio Web oficial de la película SOLEI-MAN
- Ficha de Mohamed El Badaoui en IMDb
- Ficha de la película SOLEI-MAN en IMDb
- Reseña de la película SOLEI-MAN y su director Mohamed El Badaoui en Academia (Revista del Cine Español n.º 183, noviembre de 2011, páginas 26 y 31
- Reseña en inglés de la película SOLEI-MAN
- Página de Mohamed El Badaoui en Facebook

- Datos: Q15711577